# Oldscho
Der Oldscho (russisch Ольджо; auch Oldo (Олдо) oder Oldjo (Ольдё)) ist ein 330 km langer rechter Nebenfluss der Jana in Ostsibirien im asiatischen Teil Russlands. 
Der Oldscho wird von mehreren am Osthang des zum Tscherskigebirge gehörenden Chadaranja-Kammes (хребет Хадаранья) in 1.100 m Höhe gelegenen Seen gespeist, umfließt den Kamm nördlich und dann weiter in vorwiegend südwestlicher Richtung bis zur Mündung in die Jana etwa 20 km unterhalb der Mündung des bedeutendsten Nebenflusses der Jana, der Adytscha. In Mündungsnähe ist der Oldscho gut 100 m breit und 1,5 m tief; die Strömungsgeschwindigkeit beträgt 0,8 m/s.
Das Einzugsgebiet des Oldscho umfasst 16.100 km2 und liegt vollständig auf dem Territorium der Republik Sacha (Jakutien). Der wichtigste Nebenfluss des Oldscho ist der Nenneli (russisch Неннели) von links.
Durch das Tal des Oldscho führt ein Fahrweg (sog. Trakt), welcher den Mittellauf der Jana mit dem der Indigirka verbindet.